# Hồi ký không tên
Hồi ký không tên là cuốn hồi ký của nhà báo Lý Quí Chung, cựu Bộ trưởng Bộ Thông tin dưới thời chính quyền Việt Nam Cộng hòa. Sách do Nhà xuất bản Trẻ ấn hành năm 2005. Sau đó, đã xuất hiện ấn phẩm điện tử lưu hành trên mạng Internet
.

## Nội dung
Sách có 27 chương và khoảng 970 trang. Hồi ký chủ yếu viết về quãng thời gian trước ngày Thống nhất năm 1975.

## Đánh giá
Nhà nghiên cứu Trần Bạch Đằng trong phần giới thiệu cuốn sách: "Tập hồi ký có mặt rất nhiều tên mà tôi hiểu tác giả chọn tên cho tập hồi ký này đã hàm ý khái quát "số thành" những cái tên được thể hiện trong dòng chảy của năm tháng, những cái tên hóa thân vào sự kiện, mà không ít sự kiện nằm trong quá trình chuyển động dữ dội của Sài Gòn và miền Nam Việt Nam, đặc biệt 15 năm (1960 - 1975), đất nước ta đối mặt với Mỹ, đối mặt trên chính trường, trên chiến trường...".